# IPad (9-го покоління)
iPad 10,2 дюйма (офіційно iPad (9‑го покоління), також згадується як iPad 9) — планшетний комп'ютер, розроблений і продається компанією Apple Inc. як наступник iPad восьмого покоління. Його було презентовано 14 вересня 2021 року.

## Особливості
iPad дев'ятого покоління використовує той самий дизайн, що й iPad сьомого та восьмого поколінь. Він сумісний з Apple Pencil (1-го покоління), Smart Keyboard та Smart Connector для підключення клавіатури. У ньому використовується чип Apple A13 Bionic, який, як стверджує Apple, дає на 20 % збільшення продуктивності ЦП, графічного процесора і Neural Engine в порівнянні з його попередником. Він оснащений 10,2-дюймовим дисплеєм Retina, ідентичним до попередніх моделей, з роздільною здатністю 2160×1620 пікселів при щільності 264 пікселі на дюйм, і включає технологію True Tone, що означає, що дисплей може регулювати свою температуру освітлення залежно від температури навколишнього освітлення. Нова фронтальна камера на 12 Мп зʼявилася в iPad, замінивши стару фронтальну камеру на 1,2 Мп, і має технологію центрування в кадрі, яка виявляє користувача та відповідно переміщує зображення камери під час запису відео та дзвінків за допомогою обробки на пристрої. Базову ємність сховища також подвоїли до 64 ГБ. iPadOS 15 попередньо встановлена під час випуску.

## Хронологія
| Хронологія моделей iPad                     |
| ------------------------------------------- |
| Див. також: Хронологія продуктів Apple Inc. |

Джерело: Apple Newsroom Archive.

## Виноски
1. ↑  1 ГБ = 1 мільярд байт